# 九江专区
九江专区（九江专署），中华人民共和国江西省已撤销的专区，在今江西省北部。1949年置，专员公署驻九江市。辖九江市及九江、彭泽、瑞昌、湖口、武宁、德安、星子、修水、都昌、永修10县。

## 历史
1949年9月6日江西省人民政府公布设立九江专署，驻九江市，辖九江市、九江、瑞昌、武宁、永修、星子、德安、修水、湖口、彭泽、都昌1市10县。
1951年设立庐山管理局，以九江市部分地区为其行政区域，12月25日撤销庐山管理局，设立庐山特别区，为省辖单位。
1960年，撤销九江县，并入九江市。1962年10月20日，原九江县除十里人民公社外恢复九江县。
1965年11月23日，原由省直辖的庐山管理局庐山镇并入九江市，庐山管理局名义上不管理任何行政单位。
1968年6月九江县驻地由县级九江市市区迁至九江县沙河镇。
1970年，撤销九江专区，改置九江地区。